# مستشعر ضوئي

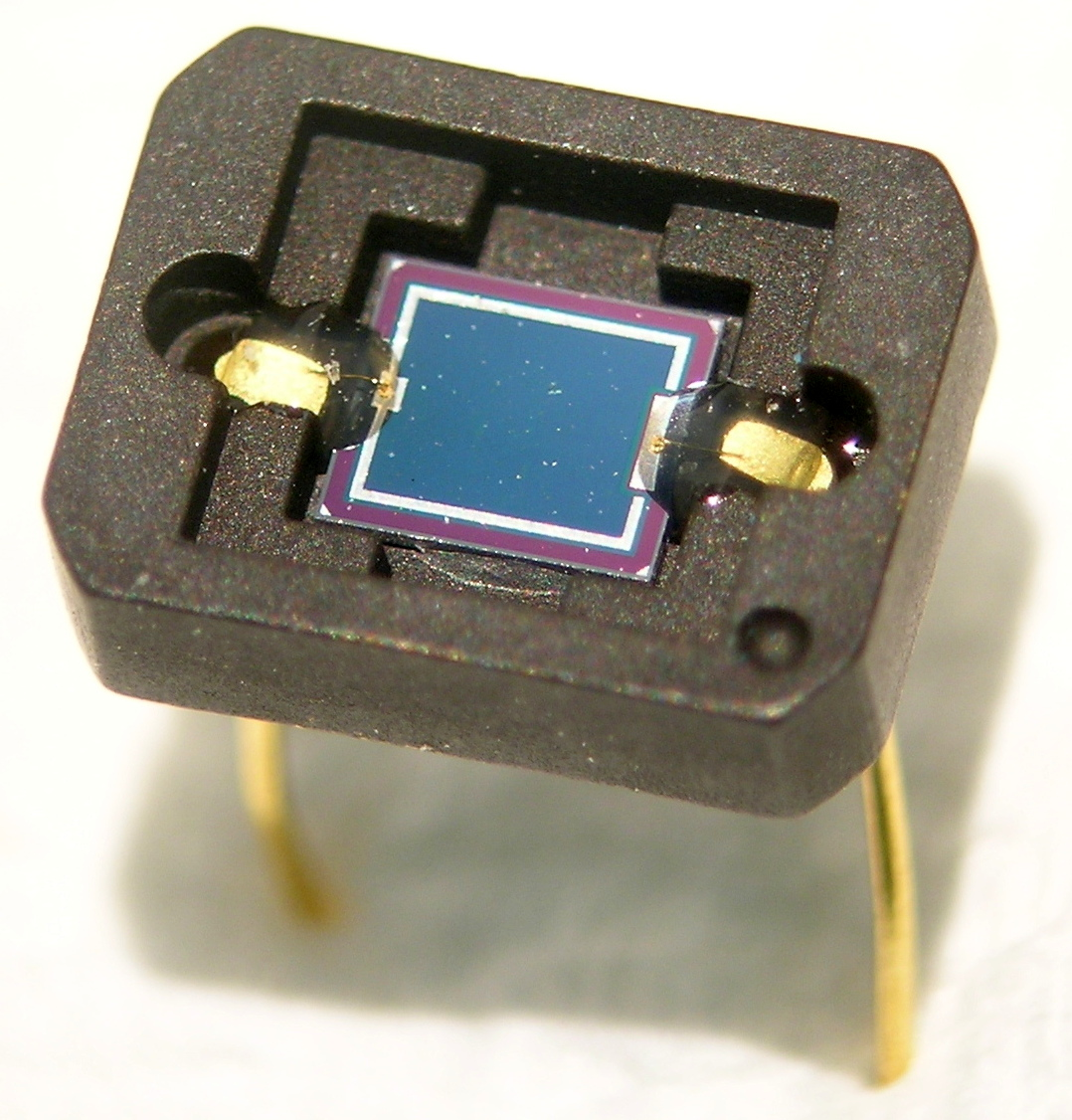
ثنائي أقطاب حساس للضوء.

المستشعر الضوئي أو الكاشف الضوئي (بالإنجليزية: Photodetector أو Photosensor)‏ هو مكشاف حساس للضوء أو الإشعاع الكهرومغناطيسي. تستعمل المجسات الضوئية في القياسات الضوئية المختلفة أو لتشغيل أجهزة أو أدوات معينة، مثل فتح الباب وقفله. وتوجد منه أنواع كثيرة:
- في البصريات حيث يتسبب امتصاص كل فوتون في إثارة ذرة ويرفع إلكترونا من مستوي طاقة منخفض إلى مستوى للطاقة مرتفع، وهذا هو التآثر الكمومي.
- في الكيمياء مثل ألواح التصوير حيث ينقسم جزيئ بروميد الفضة إلى ذرة فضة وذرة بروميد تحت تأثير الضوء. ثم يعمل تحميض الفيلم على انقسام الجزئيات المجاورة بنفس الطريقة.
- في الكهرباء حيث تتغير مقاومة المقاومة الضوئية تحت تأثير الضوء وبحسب شدة الضوء.
- في الخلية الضوئية الجهدية حيث تتحول الطاقة الشمسية إلى تيار كهربائي.
- في الثنائي الضوئي والذي يمكن أن يعمل ك خلية ضوئية جهدية أو في التوصيل ضوئي.
- في صمام تضخيم ضوئي الذي يحتوي على مهبط يصدر إلكترونات عند تعرضه للضوء. ثم تتكاثر فيه الإلكترونات تحت تأثير مجال كهربائي عالي منتجة إشارة كهربائية.
- في صمام ضوئي الذي يحتوي على مهبط حساس للضوء ويصدر إلكترونات عند تعرضه للضوء، يمر في هذا الصمام تيار كهربائي تتناسب شدته طرديا مع شدة الإضاءة.
- في الترانسيستور الضوئي الذي يعمل كثنائي ضوئي مكبر.
- توجد مجسات ضوئية تقوم بعمل مقياس درجة الحرارة حيث تحس حرارة الأشعة الساقطة عليها، مثل خلية جولاي.
- مجسات البرودة شديدة الحساسية تستطيع قياس طاقة شعاع واحد من أشعة إكس، أو من الأشعة الضوئية، أو فوتون من الأشعة تحت الحمراء.
- جهاز اقتران شحنات التي تستعمل لتسجيل الصور الفلكية، والتصوير الرقمي والسينما الرقمية. وكانت الألواح الفوتوغرافية كانت عماد التصوير الفلكي حتى 1990، حيث كانت الألواح الزجاجية تستخدم أكثر من الأفلام نظرا لعدم انكماشها أو التغير عند ادخالها الأوساط السائلة أو عند التجفيف. وأصبحت أجهزة المستعملة في الرصد الفلكي مثل Astro-E2 تحتوي على مجسات البرودة.
- في تجارب قياس الجسيمات الأولية تستعمل عدادات الجسيمات للتعرف علي الجسيم وتفقد مساره.
- يمكن عكس عمل الثنائي الضوئي LED بحيث يعمل كمجس لأشعة الضوء.

## صور لأنواع منها

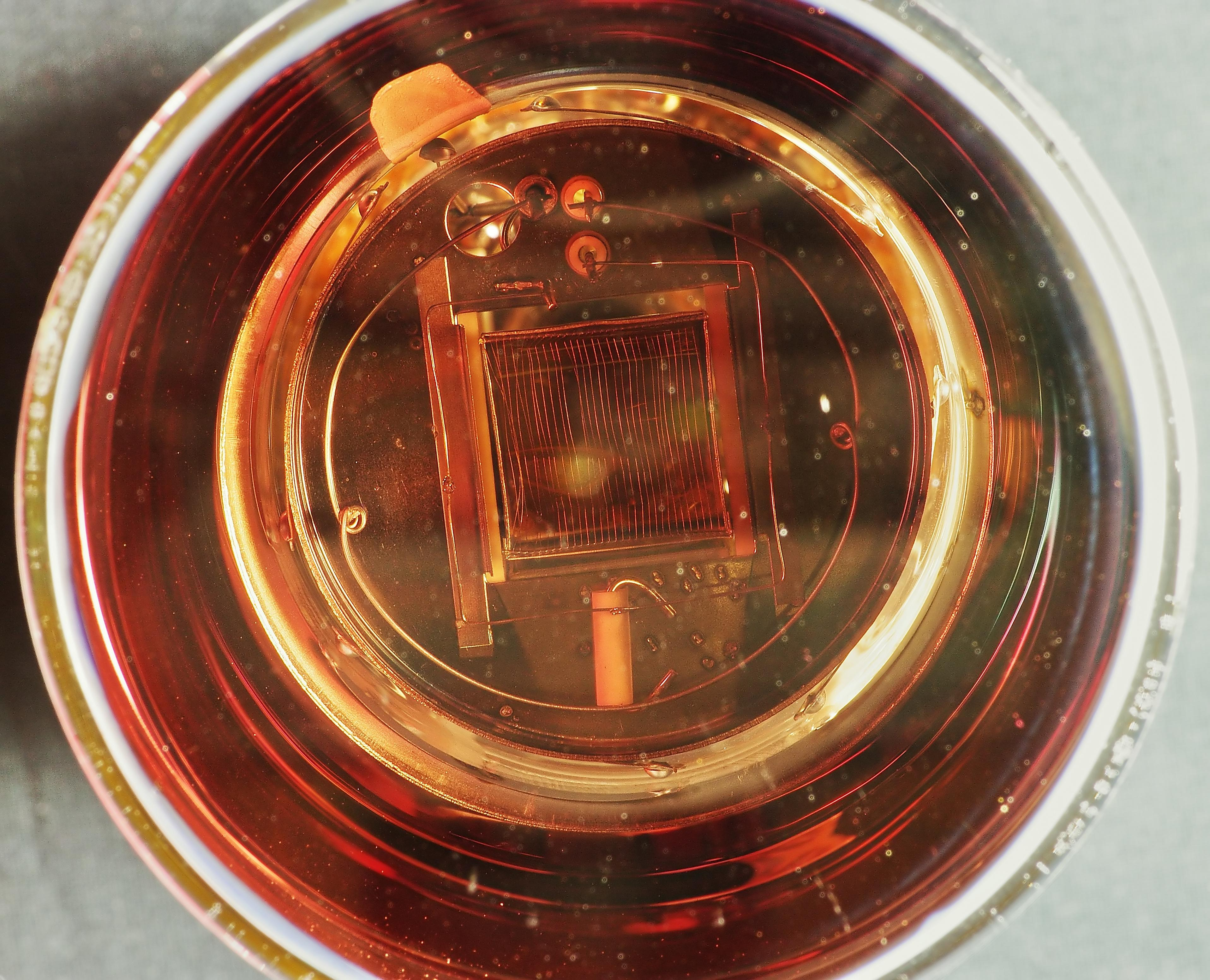
صمام تضخيم ضوئي (الواجهة)
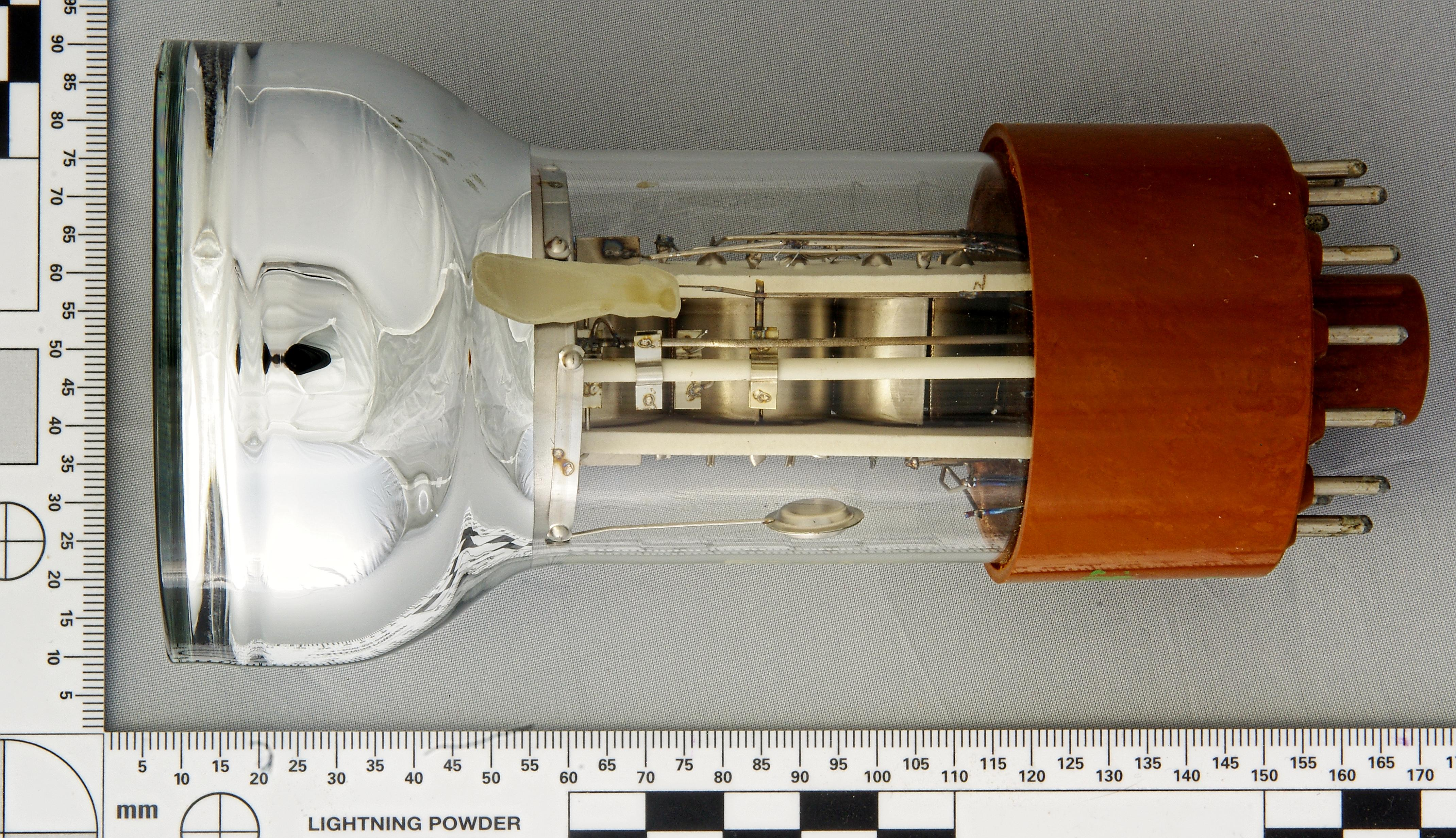
صمام تضخيم ضوئي (من الجانب)
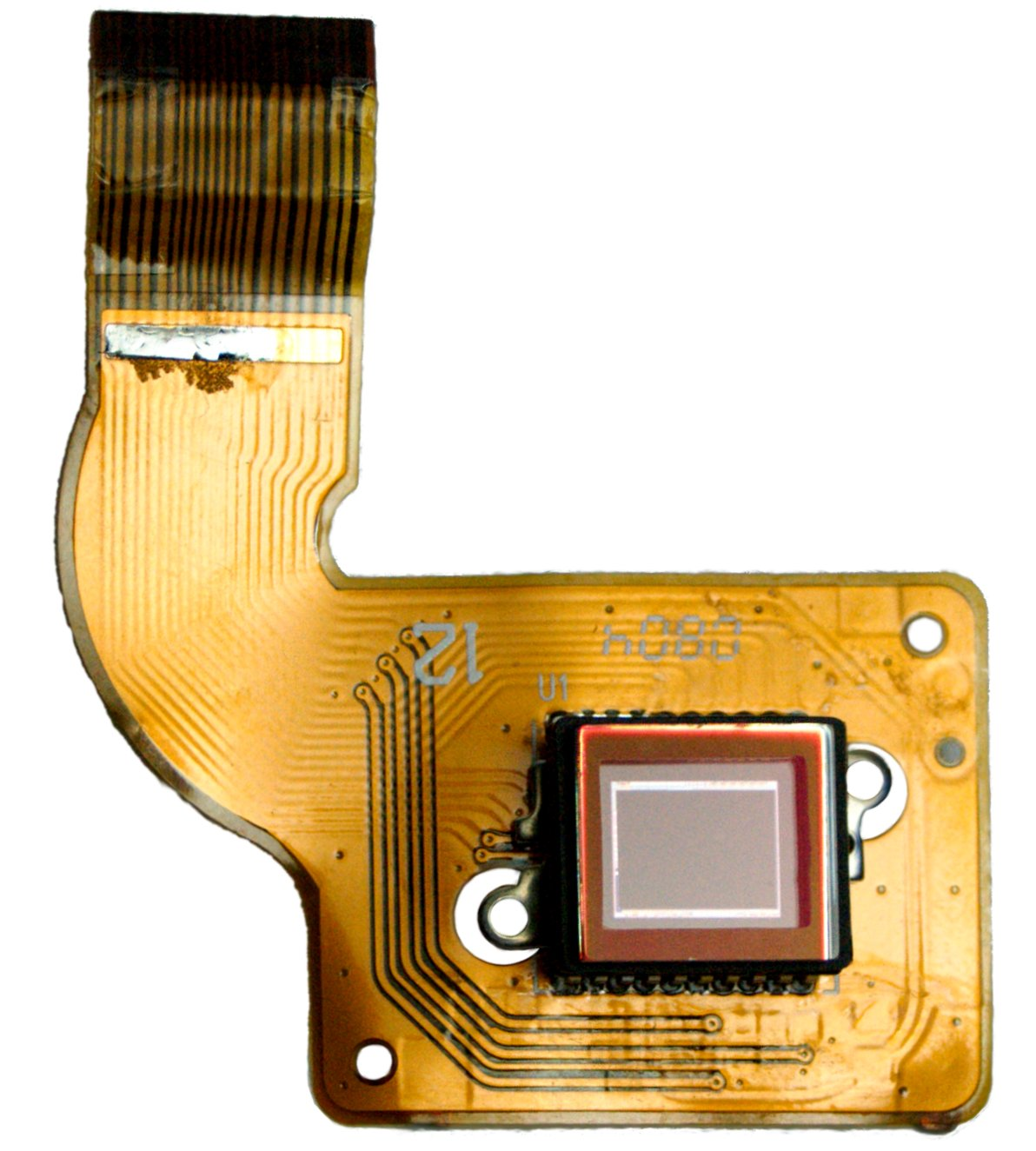
مجس سي سي دي
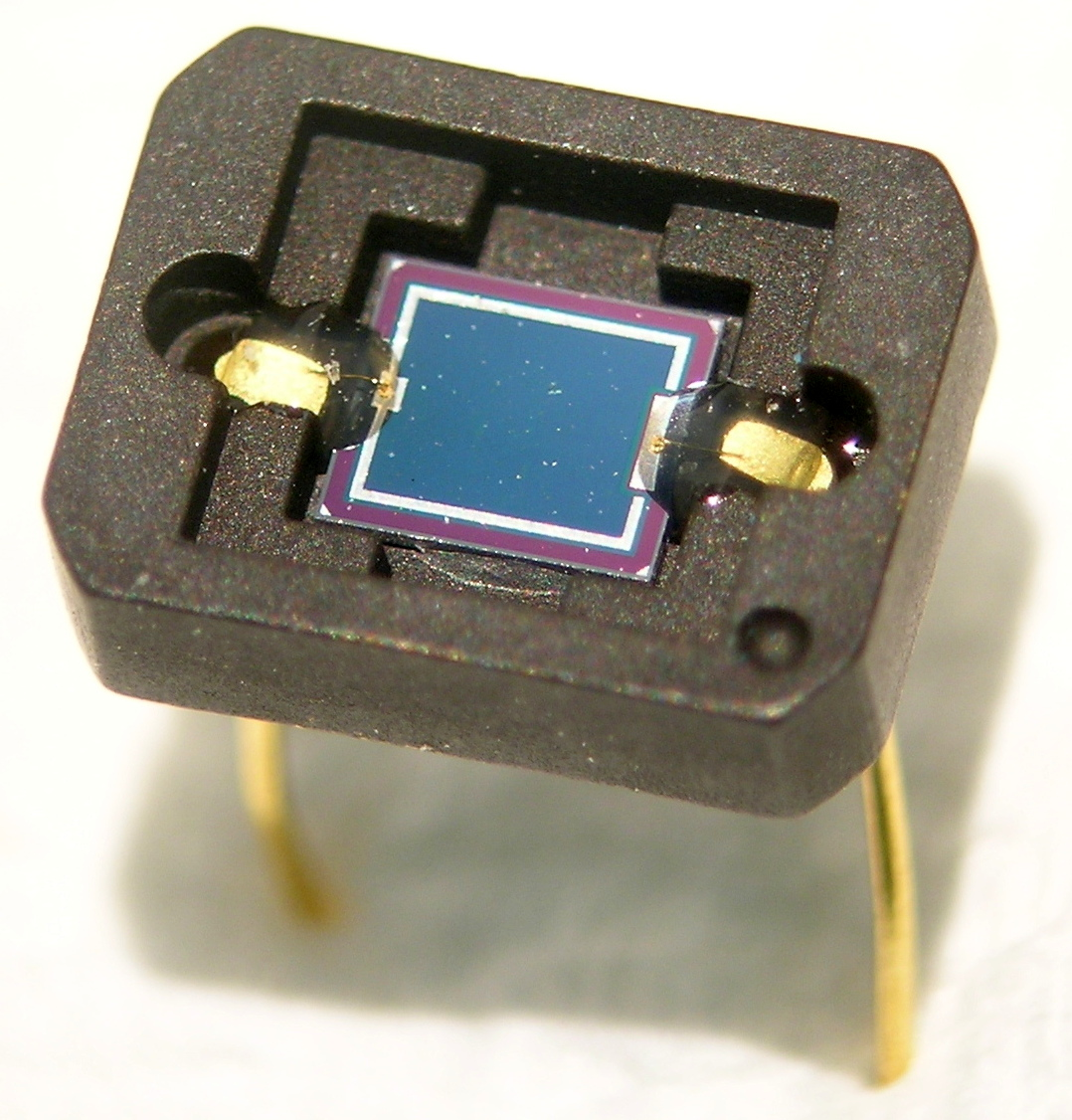
ثنائي ضوئي
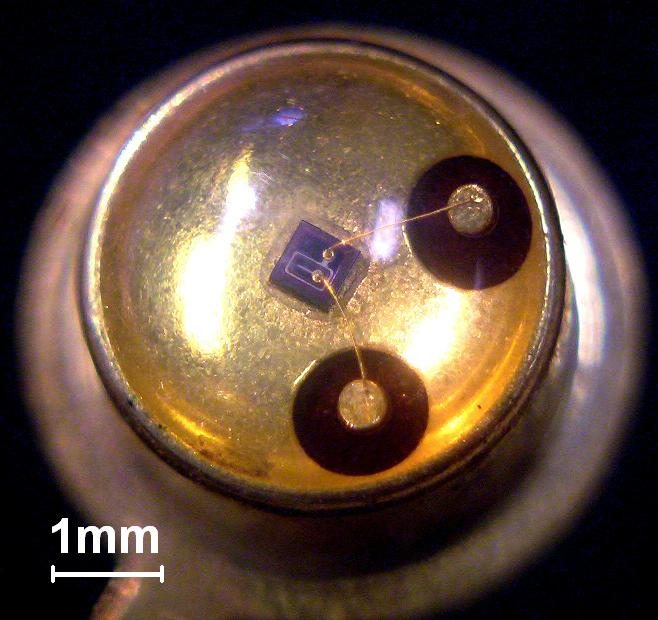
ترانسيزتور ضوئي
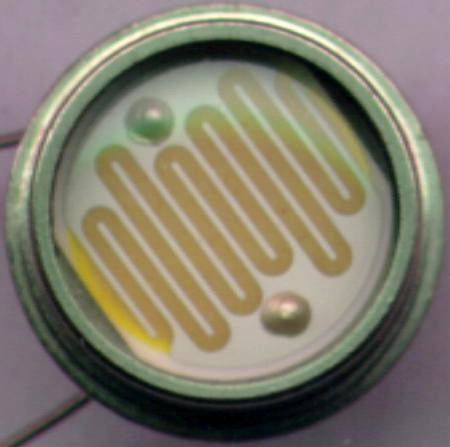
مقاوم ضوئي

## اقرأ أيضا
- صمام ثنائي باعث للضوء
- صمام تضخيم ضوئي
- نسبة الإشارة إلى الضجيج
- مكشاف بالألياف الزجاجية